# John W. M. Whiting
John Wesley Mayhew Whiting (* 12. Juni 1908 in Chilmark, Massachusetts; † 13. Mai 1999 ebenda) war ein US-amerikanischer Soziologe und Anthropologe, der zuletzt an der Harvard University lehrte.

## Leben
Er wurde auf einer Farm auf der Insel Martha’s Vineyard in Massachusetts geboren. 1931 erhielt er seinen B.A. und 1938 seinen Ph.D. in Soziologie und Anthropologie an der Yale University. Danach wechselte er mit seinem Zimmergenossen Clellan S. Ford in das neue Anthropologie-Doktorandenprogramm in Yale, wo er bei George Peter Murdock, Edward Sapir, John Dollard und als Postdoktorand am Yale Institute of Human Relations bei Clark L. Hull, Neal Miller und Bronislaw Malinowski studierte. Für seine Dissertation führte er 1936–37 ethnografische Feldforschungen über die Kindheit beim Volk der Kwoma in Neuguinea durch und entwickelte zusammen mit Irvin Long Child ein theoretisches Modell der Kindererziehung und der Persönlichkeit, das sie mit kulturübergreifenden Daten testeten und nach dem Zweiten Weltkrieg veröffentlichten. Er gehörte, abgesehen vom Dienst in der US-Marine während des Zweiten Weltkriegs, bis 1947 zum Forschungspersonal des Yale Institute of Human Relations. 1947 wechselte er zusammen mit dem Psychologen Robert R. Sears an die Child Welfare Research Station der University of Iowa und bekam hier eine Assistenzprofessur für Anthropologie. Zwei Jahre später gingen beide an die Harvard University, um das Laboratory of Human Development an der Graduate School of Education zu gründen und am Harvard Values Project mitzuarbeiten. Als Sears 1953 die Institution verließ, wurde Whiting Direktor des Labors und später Bigelow-Professor für Pädagogik. 1962 wechselte er als Professor an die Abteilung für Anthropologie und blieb dort bis zu seiner Emeritierung 1978; er arbeitete danach in Harvard noch bis 1985, dann folgte er einer Einladung an die University of California, Irvine.

## Werk
John Whiting war Mitautor von Outline of Cultural Materials, das den konzeptionellen Rahmen für das Archiv ethnographischer Daten lieferte, das als Human Relations Area Files bekannt wurde, er machte eine Psychoanalyse, führte aber auch ein Rattenexperiment mit Orval Hobart Mowrer durch.
1954 begannen er und seine Frau Beatrice Whiting mit der Six Cultures Study of Socialization, einem Projekt, das Feldstudien in Mexiko, Indien, Kenia, Okinawa, den Philippinen und den Vereinigten Staaten umfasste. Das Projekt gilt bis heute als eine der ehrgeizigsten vergleichenden Studien über die Entwicklung von Kindern und das Familienleben. Im Jahr 1966 gründeten die Whitings die Child Development Research Unit an der University of Nairobi, um intensive Studien in Kenia durchzuführen.
Von 1966 bis 1975 versuchte Whiting Feldstudien über die Kindheit international zu machen, indem er Forscher aus Entwicklungsländern ausbildete. Er und Beatrice Whiting brachten kenianische, nigerianische und äthiopische Studenten nach Harvard und forschten selbst in einer Kikuyu-Gemeinde in Kenia. Whitings letzte Gemeinschaftsarbeit, die er ebenfalls mit Beatrice Whiting durchführte, war das Harvard Adoleszenz-Projekt (finanziert vom National Institute of Mental Health), bei dem sie eine Gruppe von Anthropologen als Postdoktoranden zusammenbrachten, um gemeinsam Feldstudien über das Jugendalter in Marokko, Nigeria, Thailand, Rumänien sowie bei den Inuit und den australischen Ureinwohnern zu planen und durchzuführen.

## Ehrungen
- Mitglied der American Academy of Arts and Sciences
- Mitglied der National Academy of Sciences
- 1973: G. Stanley Hall Award for Distinguished Contributions to Developmental Psychology der American Psychological Association
- 1978: erster Präsident der Society for Psychological Anthropology
- 1982: (gemeinsam mit seiner Frau Beatrice Whiting) American Anthropological Association’s Distinguished Service Award.
- 1989: (gemeinsam mit seiner Frau Beatrice Whiting) den Society’s first Career Contribution Award

## Privates
Er war verheiratet mit Beatrice Whiting (geb. Blyth), ebenfalls eine Anthropologin. Gemeinsam führten sie Feldforschungen durch, wobei sich Beatrice auf die Erfahrungen von Frauen und Mädchen und John auf die Erfahrungen von Männern und Jungen konzentrierte. Als eine der ersten Frauen an der Harvard University wurde sie 1974 zur Professorin an der Graduate School of Education ernannt. Das Ehepaar hatte zwei Kinder.

## Publikationen (Auswahl)
Monografien
- Eleanor Hollenberg Chasdi (Hrsg.): Culture and Human Development: The Selected Papers of John Whiting, John Wesley. Publications of the Society for Psychological Anthropology, Cambridge University Press, 1994, ISBN 978-0-521-43515-4.
- Mit Beatrice Whiting: Children of Six Cultures: A Psycho-Cultural Analysis. Harvard university Press, Cambridge, Mass. 1975.
- Becoming a Kwoma. Yale University Press, New Haven, Conn. 1941.
- Mit I. L. Child: Child Training and Personality. Yale University Press, New Haven, Conn. 1953.
- Field Manual for the Cross-Cultural Study of Child Rearing. Social Science Research Council, New York 1953.

Zeitschriftenartikel und Buchbeiträge
- The cross-cultural method. In: G. Lindzey (Hrsg.): Handbook of Social Psychology, vol. 2, ed., S. 52-5 1. Addison-Wesley, Cambridge, Mass. 1954.
- Effects of climate on certain cultural practices. In: W. H. Goodenough: Explorations in Cultural Anthropology: Essays in Honor of George Peter Murdock, S. 511–544. Mcgraw-Hill, New York 1964.
- Environmental Constraints on infant care Practices. In: R. H. Munroe; R. L. Munroe; B. B. Whiting (Hrsg.): Handbook of Cross-Cultural Human Development, S. 155–179. Garland, New York 1981.
- Mit O. H. Mowrer: Habit progression and regression: a laboratory study of some factors relevant to human socialization. In: Jornal of Comparative Psychology, 1943, 36, S. 229–253.
- Mit R. Kluckhohn; A. Anthony: The function of male initiation ceremonies at puberty. In E. E. Maccoby; T. M. Newcomb; E. L. Hartley, (Hrsg.): Readings in Social Psychology (3rd ed.), S. 359–370. Holt, Rinehart and Winston, New York 1958.
- Mit E. H. Chasdi; H. F. Antonovsky; B. C. Ayres: The learning of values. In: E. Z. Vogt; E. Albert (Hrsg.): People of Rimrock: A Study of Values in Five Cultures, S. 83–125. Harvard University Press Cambridge, Mass. 1966.